# 권영길
권영길(權永吉, 1941년 11월 5일~)은 대한민국의 정치인으로 제17·18대 국회의원이다.

## 생애

### 생애 초반

#### 출생과 젊은 시절
- 일본 야마구치현에서 태어났다.
- 아버지인 권우현은 빨치산 출신으로, 권영길을 낳기 5년 전인 1936년에 일본으로 이주하였다.
- 1941년에 권영길의 어머니인 하영애가 일본으로 건너왔으며, 권영길은 이때 태어났다.
- 이후 권우현과 하영애는 도쿄에서 막노동을 하며 살다가, 권영길이 다섯 살이 되는 1945년 8월 15일 일본이 제2차 세계대전에 져서 잿더미가 되자, 대한민국으로 귀국하였다.

이후 권우현은 산청군에 정착하여 지역의 초등학교를 세우고 야학을 여는 등의 활동을 폈다. 여덟 살의 권영길(1948년)은 아버지가 설립한 입석국민학교(現 폐교)에 입학하였다. 권영길은 이 당시 시절을 회고하며, "어린 시절을 생각하면 가장 먼저 떠오르는 장면이 일곱 살 때쯤, 아버지와 손을 잡고 신작로를 걷던 모습입니다."라고 하였다.
한국 전쟁이 발발하자 권우현은 빨치산 활동을 위해 지리산으로 들어갔다. 1953년 정전협정이 되고, 한국군의 대대적인 빨치산 토벌작전이 전개되었다. 권우현은 이 과정에서 사살되었다. 권영길은 자신의 진보적인 정치 활동을 "남몰래 가슴에 새긴 아버지와의 '약속'"이라고 밝히고 있다.

#### 유년기와 소년기
그뒤 산청군에서 부산으로 이사하여 유년기를 보냈으며, 1954년 부산 남부민국민학교를 졸업하고 경남중학교로 진학했다. 1957년 경남중학교를 졸업하고 바로 경남고등학교로 진학하여 1961년 경남고등학교를 졸업하고 서울대학교 농과대학 농잠학과에 진학하였다.
1학년을 마친 뒤 휴학하고 육군에 자원해 현역 입대하였으며 1963년 만기제대했다..1967년 대한일보에 입사하여 기자로 활동하기도 했다. 1969년에 서울대학교 농잠학과를 졸업했다.

#### 박정희 암살 시도
2008년 권영길은 언론 인터뷰를 통해 1960년대 말 당시 대통령이었던 박정희를 암살하려는 비밀 조직에 참가했다고 밝혔다. 이 인터뷰의 내용은 다음과 같다.
1967년 권영길은 대한일보를 퇴사한 뒤 신문사 기자, 육군사관학교 출신 군인들과 함께 '박정희 대통령 제거 활동조직'에서 활동했다. 1971년 유신 이후에는 '박정희 암살'이라는 목표를 세웠다. 이 조직은 1974년까지 활동했지만 이후 내부적으로 "또 하나의 쿠데타 세력이 되는 것 아니냐", "과연 근본적 사회변화를 이뤄낼 수 있는 것이냐"는 토론을 거친 끝에 자진해산했다.

### 청년기

#### 언론 활동
권영길은 서울신문 기자출신으로 언론노조 활동을 통해 민주노조 운동에 투신했다. 서울대학교 잠사 학과를 졸업한 뒤 권영길은 한동안 언론인으로 활동했다. 1971년 서울신문사에 입사하여 기자가 되었고 1980년에는 서울신문사 재파리 특파원이 되어 프랑스에 7년간 체류, 1987년에 귀국했다. 또한 노동운동에도 참여하던 중 1987년 언론노동조합연맹 위원장으로 선출되었다.
1988년에 다시 언론노동조합연맹(언론노련)의 위원장에 재추대되고, 2대, 3대 언론노련 위원장을 연임했다.

#### 민주노조 운동
1995년 공식 출범한 전국민주노동조합총연맹(민주노총)의 창립에 참여, 1996년 민주노총 초대 위원장에 선출되었고, 1996년 말 당시 집권여당이던 신한국당의 노동법 날치기 사건에 맞서 전국적인 총파업 투쟁을 이끌었다.
민주노총 위원장 시절인 지난 1995년의 ‘제3자 개입금지’ 위반 혐의로 2005년 1월 항소심에서 징역 3년을 선고받고, 2006년 2심에서는 1,500만원의 벌금형을 선고 받았다. ‘3자 개입금지’ 조항은 1997년 노동조합법이 개정되면서 없어졌지만,'소급적용’을 규정한 부칙 조항이 살아있던 탓에 11년 동안 재판에 계류되어 있었다. 2008년 11월 13일에 대법원에서 확장판결되면서 이 사건은 마무리되었다.

#### 정계 입문
그뒤 국민승리 21(민주노동당의 전신)에 입당하여 정계에 입문하였다. 그는 민주노동당 소속 17, 18대 국회의원(경남 창원을)으로 현재 대한민국 진보정당 운동의 대표적 인물 중 한 명이 되었다.
1997년 겨레사랑 북녘동포돕기 범국민운동본부의 대표로 위촉되었고, 그해 대한민국 제15대 대통령 선거에 국민승리 21 후보로 출마했으며, 이후 민주노동당을 창당해 대표를 맡았다.
1999년 국민승리 21이 민주노동당으로 당명을 바꾸게 되자 민주노동당으로 건너갔다. 1999년 국민승리 21과 시민사회단체들이 통합하여 민주노동당으로 발족될 때 민주노동당(가칭) 창당준비위원회 상임대표가 되었다.

### 정치 활동

#### 진보정당 운동
2000년 민주노동당 창원시지구당 위원장이 되고, 16대 국회의원 총선거에 창원(을) 지역구에서 출마하였으나 낙선하였다. 바로 민주노동당 당대표에 선임되었다.
2002년 대통령 선거에 민주노동당 후보로 출마, 100만표에 약간 못 미치는 득표를 했다. 2002년 대통령 선거에서 그는 '국민 여러분 살림살이 많이 나아지셨습니까?'라는 유행어를 만들어내기도 했다. 그러나 선거일 직전의 정몽준 지지 철회로 민주노동당 지지층의 일부가 노무현에게로 향함으로써, 기대에 못 미치는 득표였으나 민주노동당은 대선 과정을 통해 전국적으로 인지도를 제고했으며, TV토론 등을 통해 당의 노선과 정책을 알리는 데 적잖은 성과를 거뒀다.
이러한 정치적 행보를 바탕으로 2004년 4월 15일 17대 국회의원 선거에서 당선, 권영길 의원을 비롯 10명의 국회의원을 배출, 진보주의 정당이 원내진입하는 성과를 거두었다. 2008년에도 재선되어, 진보정당 국회의원으로서는 사상 처음으로 지역구 국회의원으로 재선되었다.

#### 국회 활동과 한미 FTA 반대
2004년 국회 남북관계발전 특별위원회 위원과 국회 통일외교통상위원회 위원이 됐고. 2005년에는 한-중 의원 친선협회 부회장을 지내기도 했다.
2006년 민주노동당 의원단 대표를 지내기도했고, 한반도 평화와 통일을 실천하는 의원모임에 참여하여 대표가 되기도 했다. 한편 노무현 정부의 한미 FTA 추진을 적극 반대하여, 한-미 FTA를 연구하는 의원모임에도 참여하여 공동대표가 되었고, 한미 FTA 졸속타결 반대 운동에도 동참하였다. 또한 한미 FTA 비상시국회의 공동대표를 지내기도 했다.
2004년부터 2008년, 2009년 세 차례에 걸쳐 시민단체의 국정감사 참관때, 국정감사 NGO 모니터링단 우수국회의원상을 수상하였고, 2009년에는 경제정의실천시민연합 주최 국정감사 우수 국회의원에 선정되기도 했다.

#### 2010년 이후
18대 국회에서 그는 국회 교육과학기술위원회 위원이 되었고, 2010년 국회 운영위원회 위원이 되었으며 그해, 민주노동당 원내대표를 지냈다. 또한 북한대학원대학교 초빙교수, 국회 호민관클럽 공동대표 등에 선임되기도 했다.
2012년 대한민국의 대통령 선거의 예비 후보로 입후보하기 위해 김두관이 경상남도지사직을 사퇴하자, 권영길은 경상남도지사 보궐선거에 입후보하였다. 이어 민주통합당 측에서 후보자를 내지 않고, 야권 후보단일화를 함에 따라 권영길은 범 야권 경상남도지사 후보가 되었으나 12월 19일의 선거에서 2위로 홍준표에게 밀려 패하였다.
이석기 의원 사건으로 진보 진영이 뒤숭숭할 무렵이었던 2013년 9월 10일, 그는 정계 은퇴를 전격 선언하였다. 그는 "지금 진보 정당은 사실상의 사망 선고를 받은 것과 다름없다"라고 언급하였으며, 다시는 정당 정치에 들어서지 않고 시민운동에 종사하겠다고 말했다. 2013년 9월 10일 사단법인 권영길과 나아지는 살림살이 창립 후 이사장을 맡았다.

#### 2014년 이후
2014년 6•4지방선거 이후 자가면역결핍으로 인한 질환이 발병하여 5년여의 투병생활 중 증세가 많이 호전되어 조심스럽게 활동을 재개하고 있다.
2016년 4월 20대 총선에서 정의당 선거대책위원회 상임고문을 역임했다. 당시 정의당 선대위 고문직 수락은 법률 검토시 무소속으로 직책 수행이 가능하여 상임고문직을 수락했다. 정의당 후보들의 지원 유세 등을 다닌 이유로 많은 사람들이 정의당 당원으로 생각하고 있으나 이는 사실이 아닌 것으로 본인이 밝히고 있다. 그는 민주노동당의 초대 대표로 영원히 기록될 것으로 보인다.
2018년 2월 6일 혀의 염증 치료를 위해 서울대병원에 입원했다. 혀의 염증이 심하여 한 쪽을 도려내는 수술을 받았고 도려낸 혀의 조직을 검사한 결과, 악성종양으로 밝혀졌다. 이후 악성종양은 어느 정도 치유되어 현 상태를 유지하고 있다. (이와 관련하여 '설암'을 앓았음을 밝혔다.)
2019년 1월 이사장을 맡고 있던 사단법인 권영길과 나아지는 살림살이가 정관변경을 통해 법인명을 변경, 사단법인 평화철도와 나아지는 살림살이(이하 평화철도)로  변경되었다. 평화철도는 남북철도 연결 침목 기증 운동을 벌이고 있는데 경원선을 복구하고자 전 국민 참여사업을 벌이고 있는 단체다.
2019년 6월 남북철도 연결•금강산 관광 재개•개성공단 재가동 촉구대회, 2019년 7월 평화철도 토론회(통일부 공모), 2019년 8월 철원지역 주민 특강, 2019년 9월 연세대학교 학생들을 대상으로 한 특강 등 강연을 다니고 있다.
80세 이후(2021년 이후)
2022년 12월 9일, 민주노총의 두 번째 강령인 '노동자 정치 세력화'의 실현을 위해 민주노총 정치위원회부터 강연을 시작했다. 이 강연을 시작으로 민주노총 산하 사업장으로 강연에 나서며 스스로 '노동자 정치세력화'의 전도사(부흥사)임을 자임하고 있다. 이후, 2023년 3월 현재 20여 차례의 강연을 기록하고 있으며 강연 시간은 90여 분에 이르고 중간에 5분여의 휴식 시간을 갖는다. 이대로 꾸준히 강연을 한다면 2023년 연말까지 강연 횟수가 90회를 넘어 100회에 이를 수도 있을 것으로 보인다. 그의 나이 83세가 무색하게  왕성한 활동을 보이고 있는데, 그의 말에 의하면 강연이 힘들긴 하나, 청강한 노동자들의 열광하는 반응 속에 오히려 힘을 얻는다고 말하기도 했다. https://omn.kr/231x6

## 의정 행보

### 대북 정책 관련
제 17대 국회에서 2007년 3월 6일에 개성공업지구 지원에 관한 법률안(의안번호 176199)을 동료의원들과 함께 발의하였고 2007년 4월 27일에 수정가결에 찬성하였다. 제 18대 국회에서 2010년 2월 25일에 북한 지역 영유아 영양문제 해결 촉구 결의안(의안번호 1806838)가결을 반대하였다.
제 17대 국회에서 2006년 10월 12일에 조선민주주의인민공화국의 2006 핵 실험을 규탄하기 위해 발의된 북한의 핵실험 규탄 및 핵폐기 촉구 결의안(의안번호 175153)가결을 반대하였다.

### 연평도 포격사건 관련
제 18대 국회에서 2010년 11월 24일에 조선민주주의인민공화국이 대한민국의 대연평도를 향해 170여 발을 포격하여 대한민국 해병 2명 및 대한민국 국민인 민간인 2명을 도륙한 연평도 포격을 규탄하기위한 북한의 무력도발행위 규탄 결의안(의안번호 1810030)가결을 기권하였다.

### 탈북자관련
제 18대 국회에서 2010년 3월 2일에 탈북자들을 위한 지역적응센터, 상담사제도, 북한이탈주민지원재단 설립등을 위해 발의된 북한이탈주민의 보호 및 정착지원에 관한 법률 일부개정법률안(대안)(의안번호 1807771)가결을 기권하였다. 2011년 3월 10일에 해외 체류 탈북자의 인권 보장 및 강제송환 중단 촉구 결의안(의안번호 1809540)가결을 기권하였다.

### 복수국적
제18대 국회에서 2009년 12월 29일에 대한민국 정부가 혼인관계를 유지하고 있는 결혼이민자, 대한민국에 특별한 공로가 있거나, 우수 외국인재로서 특별귀화한 자, 국적회복허가를 받은 자로서 특별한 공로가 있거나, 우수 외국인재로 인정되는 자, 해외입양 되었다가 우리 국적을 회복한 자, 그리고 외국에 장기 거주하다가 국내에 영주 귀국하여 대한민국 국적을 회복한 65세 이상의 자들을 대상으로 복수국적을 제한적으로 허용하기 위해 발의한 국적법 일부개정법률안(의안번호 1807200)의 수정가결에 반대하였다.

### 재외국민 참정권
제 18대 국회에서 2009년 2월 5일에 대한민국 헌법 제24조에도 불구하고 해외에 거주하는 약 240만명 대한민국 국민의 금지되었던 재외국민 참정권을 회복하기 위해 발의된 공직선거법 일부개정법률안(대안) (의안번호 1803725) , 주민투표법 일부개정법률안 (의안번호1803724), 그리고 국민투표법 일부개정법률안(의안번호 1800737)가결에 모두 찬성하였다.

## 범죄사실

### 기관지 무단 발행
1989년 8월 10일 서울지방검찰청 형사4부(추유엽 검사)는 정기간행물등록에관한법률위반 혐의로 권영길을 불구속 기소했다.
권영길은 문화공보부에 등록하지 않고 전국언론노동조합연맹의 기관지 〈언론노보〉를 무단 발행하였으며, 검찰에 고발되어 조사가 진행중인데도 발행을 계속하였다.
1993년 1월 29일 서울형사지방법원 1단독(조병현 판사)은 권영길에게 벌금 1백만원을 선고했다.

### 불법 집회 주도
검찰은 1994년 전국노동조합대표자회의의 공동대표로, 1995년 전국민주노동조합총연맹 준비위원회의 공동대표 등으로 각 활동하면서 일반교통방해, 노동쟁의조정법위반, 폭력행위등처벌에관한법률위반한 혐의로 권영길을 기소하였다.
권영길은 1994년 6월 경 적법한 노동조합이 아닌 제3자에 해당하는 전국노동조합대표자회의의 공동대표로서 각종 대회를 개최하거나 참석하여 대회사를 하거나 결의문 채택, 기자회견, 파업행동지침 등을 배포하는 등의 방법으로 전국기관차협의회, 서울지하철공사 노동조합, 대우기전 노동조합의 각 쟁의행위에 개입하였으며, 1994년 6월 10일 현대그룹노동조합총연합이 개최한 임․단투승리 결의대회에 전국노동조합대표자회의 공동대표 자격으로 참가하여 격려사를 함으로써 그 무렵 발생한 현대중공업 노동조합, 현대정공 울산공장 노동조합, 현대미포조선 노동조합, 한국프랜지 노동조합의 각 쟁의행위에 개입하였다(각 노동쟁의조정법위반).
1995년 2월 경부터 같은 해 5월 경까지는 적법한 노동조합이 아닌 제3자에 해당하는 전국민주노동조합총연맹의 공동대표로 활동하면서 임금 투쟁 방법을 정한 후 전국민주노동조합총연맹 산하의 각 단위노조에 시달하는 등의 방법으로 1995년 5월 경 내지 같은 해 6월 경에 발생한 서울지하철공사 노동조합, 쌍용자동차 노동조합, 만도기계 노동조합, 아시아자동차 노동조합, 서울대병원 노동조합, 이대부속병원 노동조합, 기아자동차 노동조합의 각 쟁의행위에 개입하였다(노동쟁의조정법위반).
1994년 11월 12일에는 전국노동자대회의 개최 장소로 제공할 수 없다는 내용의 장소 사용 불허 통지를 경희대학교 측으로부터 받았음에도 전국노동조합대표자회의 간부, 노종자, 학생 등 1만 4천여명과 함께 대학교 건조물에 침입하여(폭력행위등처벌에관한법률위반) 대회를 개최하였다.
1995년 11월 11일에는 연세대학교 측으로부터 전국민주노동조합총연맹 주관 대회의 개최 장소로 제공할 수 없다는 장소 사용 불허 통지를 받았음에도 불구하고 조합 소속 근로자, 학생 1만 3천여명과 함께 대학교 건조물에 침입하여(폭력행위등처벌에관한법률위반) 민주노총 창립대의원대회, 노동자문화제 등을 개최하였다. 또한 익일 11월 12일에는 연세대학교에서 개최한 집회를 마친 후 10,000여명의 참가자들과 연세대학교에서 여의도광장까지 행진하는 행진시위를 하면서 도로 전차선 점거행진, 도로 무단횡단, 도로점거 연좌 시위 등을 감행하여 행진시위 구간의 자동차 교통을 방해하였다(일반교통방해).
2001년 1월 31일 서울중앙지방법원은 권영길에게 징역 10월, 집행유예 2년의 형을 선고하였다.
2006년 1월 11일 서울중앙지방법원 제8형사부(재판장 이성훈, 판사 신신호, 판사 김수영)은 원심판결을 파기하고 권영길에게 벌금 15,000,000원을 선고하였다.
2008년 11월 17일 대법원1부(주심 차한성 대법관)는 권영길에게 벌금 1500만원을 선고한 원심을 확정했다.

## 상훈 경력
- 1990년 제3회 안종필 자유언론상
- 1997년 제1회 천주교들빛회 주최 정의평화상
- 1997년 5.18 기념재단 제7회 윤상원상
- 1997년 4.19 혁명상(4월혁명연구소)
- 2004년 국정감사 NGO 모니터링단 우수국회의원상
- 2008년 국정감사 NGO 모니터링단 우수국회의원상
- 2009년 국정감사 NGO 모니터링단 우수국회의원상
- 2009년 경실련 선정 국정감사 우수국회의원상

## 경력
- 1971년 - 서울신문 기자
- 1980년 - 서울신문 파리주재특파원
- 1987년 - 언론노동조합연맹 위원장
- 1990년 - 전국업종노동조합회의(업종회의) 의장
- 1996년 - 민주노총 위원장
- 1997년 - 국민승리21 제15대 대통령 후보
- 2002년 - 민주노동당 제16대 대통령 후보
- 2004년 - 민주노동당 제17대 국회의원(경남 창원시 을), 통일외교통상위원회 위원.
- 2007년 - 민주노동당 제17대 대통령 후보
- 2008년 - 민주노동당 제18대 국회의원(경남 창원시 을), 교육과학기술위원회 위원.
- 2013년 - 사단법인 권영길과 나아지는 살림살이 이사장.

## 역대 선거 결과
|  | 1.19% |

|  | 38.68% |

|  | 3.89% |

|  | 49.80% |

|  | 3.01% |

|  | 48.19% |

|  | 37.08% |

## 소속 정당
| 소속 정당 | 소속 정당      | 소속 기간 | 비고           |
| --------- | -------------- | --------- | -------------- |
|           | 무소속         | 1996~1997 | 정계 입문      |
|           | 건설국민승리21 | 1997~1999 | 창당           |
|           | 무소속         | 1999~2000 | 정당 해산      |
|           | 민주노동당     | 2000~2011 | 창당           |
|           | 통합진보당     | 2011~2012 | 합당           |
|           | 무소속         | 2012~2016 | 탈당 정계 은퇴 |
|           | 정의당         | 2016~2022 | 복당           |
|           | 무소속         | 2022~현재 | 탈당           |

## 같이 보기
- 건설국민승리21
- 민주노동당 (대한민국)
- 대한민국의 정치
- 창원시 을
- 창원시의 국회의원
- 대한민국 제15대 대통령 선거
- 대한민국 제16대 대통령 선거
- 대한민국 제17대 대통령 선거

## 참고 자료
- 권영길 홈페이지 보관됨 2013-01-02 - 웨이백 머신